# 曼納海姆博物館

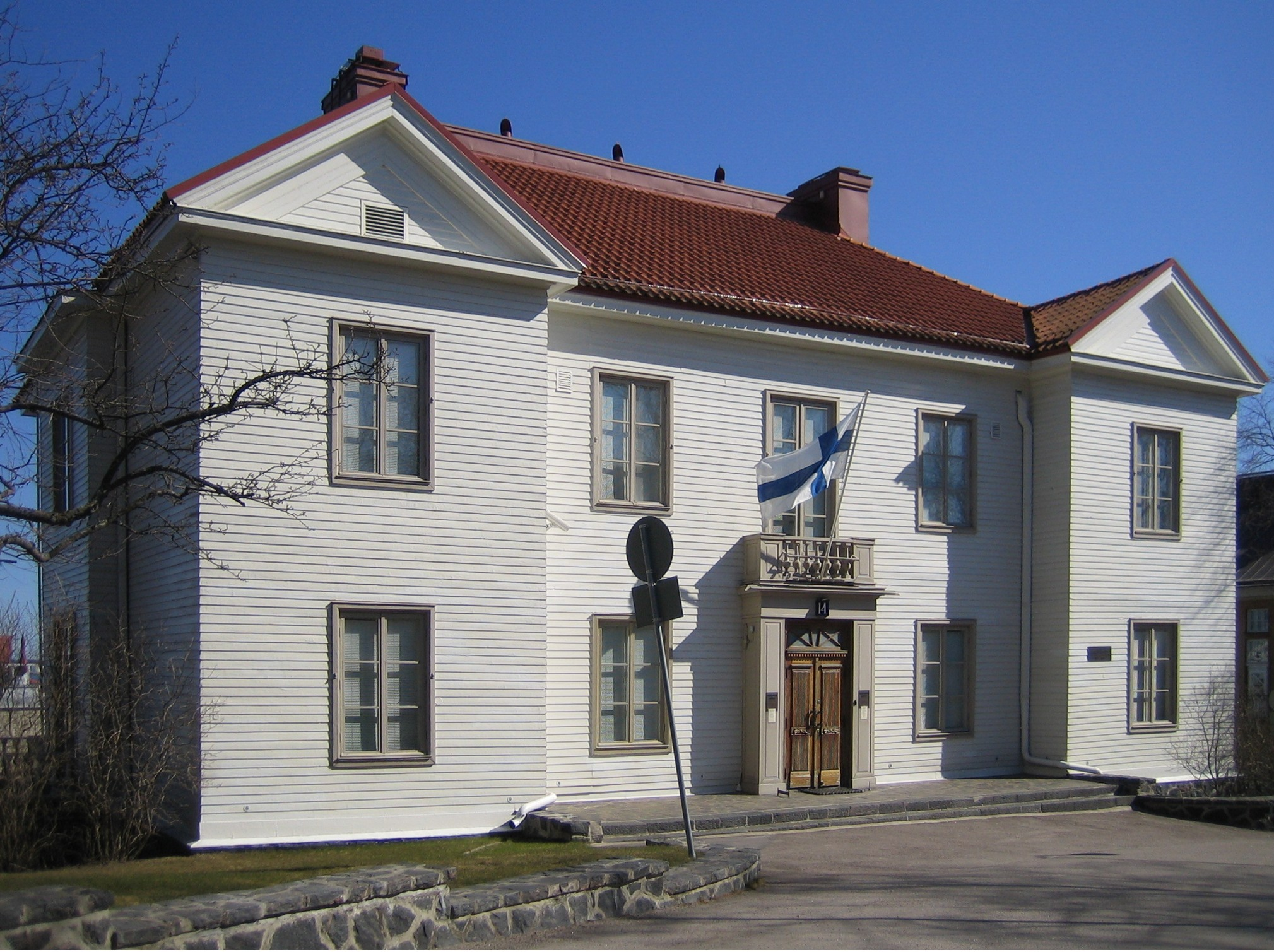
曼納海姆博物館

曼納海姆博物館（芬蘭語：Mannerheim-museo）是芬蘭首都赫爾辛基的一座博物館。這座博物館收藏和展示與卡爾·古斯塔夫·埃米爾·曼納海姆有關的藏品，位於水井公园附近的一座小山上。博物館的建築在1924年至1951年之間曾是曼納海姆的住宅。除了為展覽目的而改建的幾個房間之外，博物館的其他部分保存了建築的原始狀態。

## 外部連結
- 官方网站  （芬蘭語、瑞典語、英語和俄語）

60°09′31.9″N 024°57′37.6″E / 60.158861°N 24.960444°E